# Első marne-i csata
Az  első marne-i csata az első világháború nagy ütközete volt, amelyet 1914. szeptember 5. és 9. között vívtak egymással Franciaország, az Egyesült Királyság, illetve a császári Németország haderői.

## Előzmények
1914 augusztusában a német haderő a Moltke–Schlieffen-tervnek megfelelően betört Belgiumba és átkaroló támadásba kezdett a francia–német határvidéken felsorakozó antanterők ellen. A német hadak a Brüsszel–Charleroi vonalat elérve délnek fordultak és elkezdték Párizs megközelítését. A Metzet és Elzászt nagy erőkkel (sikertelenül) támadó francia erők kétségbeesve próbáltak meg kihátrálni a bekerítésből. A francia parancsnokság kivonta a határvidékről és a francia–belga határ vonalára küldte a 4., 5. és 9. francia hadsereget, illetve a Brit Expedíciós Haderőt. A német csapatok útjának elrekesztésére igyekvő csapatok azonban nem tudtak ellenállni a nagy erejű német támadásnak. A hadvezetés augusztus 25-én általános visszavonulást rendelt el, úgy tervezvén, hogy a Somme folyónál védekező állást vehetnek fel.

## A német haderő Párizs kapujában
A német támadás lendülete azonban túljutott a Somme-on. A francia ellencsapások mindössze egy-egy napig tudták a front egy rövidebb szakaszán feltartani a számbeli fölényben lévő németeket. Mindezek mellett a francia seregek visszavonulása terv szerint haladt. Sikerült a visszavonuló katonák között fegyelmet tartani és a hadi felszerelést menteni.
A német támadás a nyár utolsó napjaiban átjutott az Aisne folyón. Augusztus 30-án elesett Compiègne, 31-én Reims. Szeptember 1-jén a németek elérték a Marne-t. Szeptember 2-án a francia kormány elmenekült Párizsból és ostromállapotot hirdetett ki a fővárosban. Ugyanezen a napon elkezdték a főváros férfilakosságának mozgósítását. Az Elzászból érkező csapatokat a fővárostól nem messze, a Marne folyótól északra állították fel. Szeptember 2-án a francia vezérkar megállíttatta a csapatok visszavonulását és elkezdte a védelmi vonal kiépítését a Marne déli partján. Szeptember 4-én a német betörés elérte legnagyobb mélységét. A Marne-on átkelő csapatok majdnem 200 kilométer mélyen nyomultak be Franciaországba. Szeptember 4-én az 1. német hadsereg felderítői jelezték, hogy Meaux városka templomtornyából látják az alig 20 kilométernyire lévő Eiffel-tornyot.
Egy későbbi jelentésében 1915 februárjában von Moltke ezt írta:
„Hentsch alezredes csak arra kapott megbízást, hogy közölje az első hadsereggel, amennyiben szükségessé válna, akkor vonuljon vissza a Soissons–Fismes vonalra azért, hogy kapcsolatot keressen ismét a második hadsereggel. Semmi esetre sem kapott megbízást annak közlésére, hogy elkerülhetetlen a visszavonulás.”
Hentsch alezredes lényegében azt tette, hogy először a második hadsereg parancsnokságát, majd pedig az első hadsereget győzte meg arról, hogy a másikra való tekintettel vissza kell vonulnia a Marne-on túlra. Mivel közvetlen összeköttetés a két hadseregcsoport vezetése között nem állott fenn, és mindkettő parancsnokának Hentsch alezredes azt hangsúlyozta, hogy ő a főparancsnokság nevében beszél, így el tudta érni, hogy a francia főváros elfoglalása helyett a két győztesen előrenyomuló német hadsereg visszavonuljon. Így aztán megtörtént a felfoghatatlan. A nyugati fronton harcoló német hadsereg a véresen kivívott győzelem után végül is visszavonult. A hadművelet irányítója von Moltke tábornok szeptember 9-én, a luxemburgi főhadiszálláson idegösszeomlást kapott.

## Francia ellentámadás

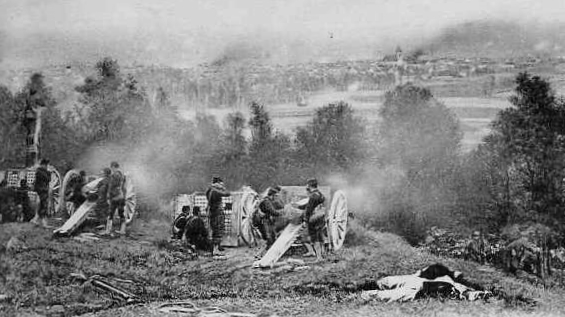
Francia 75 mm-es ágyúk

Moltke elgondolása szerint a német csapatoknak tovább kellett üldözniük a franciákat és a briteket dél felé. Moltke célja a francia főerők megsemmisítése volt, Párizs bevételét csak ezután tervezték. Moltke azonban nem számolt hadseregének jobb szárnyán Maunoury marsall 6. francia hadseregének megjelenésével. Azt az ütőképes alakulatot a mozgósított és elszánt párizsi lakosság, illetve az Elzászból kivont friss csapatok alkották.
1914. szeptember 5-e a fordulat napja. A német csapatok létszámbeli hátrányban voltak a franciákkal szemben. A közel egy hónapja tartó támadás és folyamatos harcok miatt a csapatok kimerültek, az utánpótlási vonalak hosszúra nyúltak. Moltke túl mélyen nyomult be Franciaországba. Hadseregének jobbszárnyát fedezetlenül hagyta, pontosan ott, ahol a francia 6. hadsereg elhelyezkedett. Az 1. német hadsereg helyzetét nehezítette, hogy balszárnyán elszakadt a 2. német hadseregtől és a résbe francia csapatok nyomultak be. Az 1. német hadsereg egy zsákba jutott, melynek jobb oldalán Maunoury marsall 6. francia hadserege állt, frontját pedig az ellenálló brit és francia erők alkották. A Marne-on való átkelés közben megindult a francia ellentámadás.
Moltke hátvédnek csak kisszámú alakulatot rendelt, melyet a francia 6. hadsereg támadása azonnal elsöpört. Emiatt súlyosan összekülönbözött a csapatokat a csatatéren vezető Kluck tábornokkal. Az 1. német hadsereget a teljes bekerítés fenyegette.
Szeptember 6-án a német alakulatok folytatták átkeléseiket a folyón, miközben jobbszárnyuk ellen folyt a francia támadás. Párizsból újabb alakulatok érkeztek. A 7. francia gyaloghadosztály katonáit a marne-i hadszíntérre 600 párizsi taxival szállították, amelyeket szeptember 6-án és 7-én Gallieni tábornok, Párizs katonai kormányzója rekviráltatott a hadsereg számára.
Szeptember 7-én Kluck tábornok csapatait megfordítva a Párizsból érkező támadás megállítására indult. Ezzel az 1. és 2. német hadseregek közötti rés tovább tágult. A résbe az ellentámadásra induló 5. francia hadsereg tört be, és a Marne-nak szorította az 1. német hadsereg balszárnyát. A német csapatok helyzete kritikusra fordult a Párizstól keletre fekvő térségben. Megszakadt a kapcsolat Moltke luxemburgi főhadiszállásával. A Reimstől délre tevékenykedő 3. német hadsereg vezérkarában majdnem mindenkit tífusz fertőzött meg.
Szeptember 8-ára Moltke teljesen összezavarodott, nem látta át a harctéri helyzetet. Csapataitól elszakadva kiadta a parancsot a visszavonulásra az Aisne folyó vonaláig.
Szeptember 9-én az 1. német hadsereg utolsó alakulatai is visszajutottak a Marne északi partjára és megkezdték a visszavonulást észak felé. A marne-i csata Németország vereségével zárult.

## A csata következményei
A német hadsereg a következő napokban teljesen visszavonult a Marne vonalától. Szeptember 11-én Moltke Franciaországba utazott, ahol találkozott parancsnokaival. Itt döntés született, hogy a Verduntől nyugatra elhelyezkedő két német hadsereget is visszavonják az Aisne vonaláig. 12-én az összes német alakulat elérte a folyó vonalát és az északi partján védekező harcállásokat építettek.
A marne-i csatában végkép szertefoszlottak a német hadvezetés azon törekvései, hogy a franciákat a Schlieffen-terv alapján legyőzzék. A francia haderő visszavonult és elveszítette az ország területének mintegy 10%-át, ereje azonban nem tört meg. Moltke a csata után elveszítette befolyását a felső hadvezetésben, a kudarcot a meggondolatlanul hosszúra nyúlt előretörésének tulajdonították.